# Marzio Carafa
Marzio III Carafa (Maddaloni, 1650 – Napoli, 6 luglio 1703) fu il sesto duca di Maddaloni e il decimo conte di Cerreto Sannita.

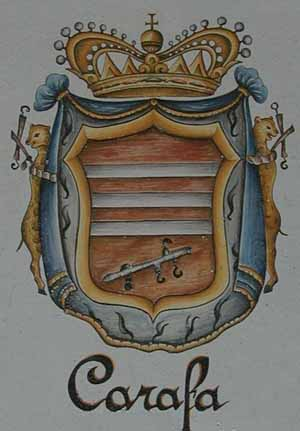
Stemma su maiolica del Conte Marzio Carafa (Palazzo Sant'Antonio)

Assieme a suo fratello Marino Carafa e al vescovo Giovanni Battista de Bellis ebbe un ruolo determinante nella ricostruzione di Cerreto Sannita ex novo a seguito del terremoto del 5 giugno 1688.

## Biografia
Nato da Diomede V e Antonia Caracciolo, Marzio fu letterato e uomo d'armi, cavaliere del Toson d'Oro e Grande di Spagna. Combatté nelle rivolte di Messina del 1674 e coltivò gli studi.
Nel 1671 ricevette regalmente il viceré Gaspar Méndez de Haro, marchese di El Carpio nel suo casino alla "Starza" di Maddaloni, dove sul gran portone fu posta un'iscrizione di Matteo Egizio: "Amicis - et ne paucis pateat - etiam si fictis" (aperto per gli amici e, perché non lo sia per pochi, anche per quelli falsi).
Sposò Emilia Carafa dei duchi d'Andria, che gli diede otto femmine e tre maschi fra cui Carlo, il suo successore.
Marzio Carafa ebbe un ruolo decisivo nella ricostruzione di Cerreto Sannita, capoluogo della contea superiore dei Carafa, dopo il terremoto del 5 giugno 1688. Arrivata la notizia del disastro a Napoli, egli inviò a Cerreto medici, viveri e nettovaglie.
Il conte Marzio Carafa e suo fratello Marino indussero i cittadini a non ricostruire le proprie case dove era il vecchio abitato, e con la consulenza di più periti ingegneri decisero di ricostruire il paese più a valle, su di un terreno maggiormente stabile e secondo un progetto redatto dal regio ingegnere Giovanni Battista Manni.
I motivi di questa scelta, secondo il Mazzacane, non scaturirebbero da un gesto lungimirante del feudatario nei confronti dei suoi sudditi, ma, invece, da una convenienza economica dato che le sole imposte ricavate dall'industria dei panni lana fornivano direttamente ai conti Carafa oltre 10.000 ducati l'anno, pari a circa tre milioni di euro.
Il conte Carafa, inoltre, contrasse un prestito di tremila ducati con il locale Monte di Pietà perché "a causa de' cittadini remasti senza alcun havere, e per non vederli patire nella Campagna [...] dispose provvedere per detti suoi poveri vassali" con l'edificazione di più case costituite da una o due stanze e da vendere a chi ne avesse fatto richiesta, proporzionalmente ai propri averi e ad un prezzo che andava dai 50 ai 184 ducati, da pagare entro quattro anni con l'interesse del 6%.
Il nuovo abitato fu costruito occupando diversi suoli di proprietà privata fra cui quelli di maggiore estensione erano quelli di proprietà del Barone Pietro Petronzi e del dr. Emilio Magnati.
Morì di gotta il 6 luglio 1703.